# 29. ceremonia wręczenia nagród Gildii Aktorów Ekranowych
29. ceremonia wręczenia nagród Gildii Aktorów Ekranowych, amerykańskich nagród filmowych i telewizyjnych przyznawanych przez SAG-AFTRA, odbyła się 27 lutego 2023 roku w hotelu Fairmont Century Plaza w Los Angeles. Jej emisja na żywo odbyła się na kanale serwisu Netflix w portalu YouTube.
Nominacje zostały ogłoszone 11 stycznia 2023. Spośród filmów najwięcej zdobyły ich Duchy Inisherin i Wszystko wszędzie naraz (po 5), a spośród programów telewizyjnych Ozark (4).

## Laureaci i nominowani
Źródło:

### Filmy
| Najlepszy występ aktora w roli pierwszoplanowej | Najlepszy występ aktorki w roli pierwszoplanowej |
| --- | --- |
| - Brendan Fraser – Wieloryb jako Charlie - Colin Farrell – Duchy Inisherin jako Pádraic Súilleabháin - Austin Butler – Elvis jako Elvis Presley - Bill Nighy – Życie jako pan Williams - Adam Sandler – Rzut życia jako Stanley Sugerman | - Michelle Yeoh – Wszystko wszędzie naraz jako Evelyn Quan Wang - Viola Davis – Kobieta wojownik jako General Nanisca - Ana de Armas – Blondynka jako Norma Jeane Mortensen / Marilyn Monroe - Danielle Deadwyler – Till jako Mamie Till-Mobley - Cate Blanchett – Tár jako Lydia Tár                               |
| Najlepszy występ aktora w roli drugoplanowej | Najlepszy występ aktorki w roli drugoplanowej |
| - Ke Huy Quan – Wszystko wszędzie naraz jako Waymond Wang - Brendan Gleeson – Duchy Inisherin jako Colm Doherty - Barry Keoghan – Duchy Inisherin jako Dominic Kearney - Paul Dano – Fabelmanowie jako Burt Fabelman - Eddie Redmayne – Dobry opiekun jako Charlie Cullen | - Jamie Lee Curtis – Wszystko wszędzie naraz jako Deirdre Beaubeirdre - Hong Chau – Wieloryb jako Liz - Kerry Condon – Duchy Inisherin jako Siobhán Súilleabháin - Angela Bassett – Czarna Pantera: Wakanda w moim sercu jako Królowa Ramonda - Stephanie Hsu – Wszystko wszędzie naraz jako Joy Wang / Jobu Tupaki |
| Najlepszy występ zespołu aktorskiego w filmie kinowym | |
| - Wszystko wszędzie naraz – Jamie Lee Curtis, James Hong, Stephanie Hsu, Ke Huy Quan, Harry Shum Jr., Jenny Slate i Michelle Yeoh - Duchy Inisherin – Kerry Condon, Colin Farrell, Brendan Gleeson i Barry Keoghan - Fabelmanowie – Jeannie Berlin, Paul Dano, Judd Hirsch, Gabriel LaBelle, David Lynch, Seth Rogen i Michelle Williams - Women Talking – Jessie Buckley, Claire Foy, Kate Hallett, Judith Ivey, Rooney Mara, Sheila McCarthy, Frances McDormand, Michelle McLeod, Liv McNeil, Ben Whishaw i August Winter - Babilon – Jovan Adepo, P. J. Byrne, Diego Calva, Lukas Haas, Olivia Hamilton, Li Jun Li, Tobey Maguire, Max Minghella, Brad Pitt, Margot Robbie, Rory Scovel, Jean Smart i Katherine Waterston | |
| Najlepszy występ zespołu kaskaderskiego w filmie kinowym | |
| - Top Gun: Maverick - Batman - Czarna Pantera: Wakanda w moim sercu - Kobieta wojownik - Avatar: Istota wody | |

### Programy telewizyjne
| Najlepszy występ aktora w miniserialu lub filmie telewizyjnym | Najlepszy występ aktorki w miniserialu lub filmie telewizyjnym |
| --- | --- |
| - Sam Elliott – 1883 (Paramount+) jako Shea Brennan - Taron Egerton – Czarny ptak (Apple TV+) jako James „Jimmy” Keane - Steve Carell – Pacjent (FX on Hulu) jako Alan Strauss - Paul Walter Hauser – Czarny ptak (Apple TV+) jako Lawrence "Larry" Hall - Evan Peters – Dahmer – Potwór: Historia Jeffreya Dahmera (Netflix) jako Jeffrey Dahmer | - Jessica Chastain – George & Tammy (Showtime) jako Tammy Wynette - Emily Blunt – Angielka (Prime Video) jako Cornelia Locke - Julia Garner – Kim jest Anna (Netflix) jako Anna Sorokin / Anna Delvey - Niecy Nash-Betts – Dahmer – Potwór: Historia Jeffreya Dahmera (Netflix) jako Glenda Cleveland - Amanda Seyfried – Zepsuta krew (Hulu) jako Elizabeth Holmes |
| Najlepszy występ aktora w serialu dramatycznym | Najlepszy występ aktorki w serialu dramatycznym |
| - Jason Bateman – Ozark (Netflix) jako Martin „Marty” Byrde - Jonathan Banks – Zadzwoń do Saula (AMC) jako Mike Ehrmantraut - Jeff Bridges – Stary człowiek (FX) jako Dan Chase - Bob Odenkirk – Zadzwoń do Saula (AMC) jako Jimmy McGill / Saul Goodman / Gene Takavic - Adam Scott – Rozdzielenie (Apple TV+) jako Mark Scout | - Jennifer Coolidge – Biały Lotos (HBO) jako Tanya McQuoid-Hunt - Elizabeth Debicki – The Crown (Netflix) jako Diana, księżna Walii - Julia Garner – Ozark (Netflix) jako Ruth Langmore - Laura Linney – Ozark (Netflix) jako Wendy Byrde - Zendaya – Euforia (HBO) jako Rue Bennett                                                                                |
| Najlepszy występ aktora w serialu komediowym | Najlepszy występ aktorki w serialu komediowym |
| - Jeremy Allen White – The Bear (FX on Hulu) jako Carmen „Carmy” Berzatto - Bill Hader – Barry (HBO) jako Barry Berkman / Barry Block - Steve Martin – Zbrodnie po sąsiedzku (Hulu) jako Charles-Haden Savage - Martin Short – Zbrodnie po sąsiedzku (Hulu) jako Oliver Putnam - Anthony Carrigan – Barry (HBO) jako NoHo Hank | - Jean Smart – Hacks (HBO Max) jako Deborah Vance - Rachel Brosnahan – Wspaniała pani Maisel (Prime Video) jako Miriam „Midge” Maisel - Quinta Brunson – Misja: Podstawówka (ABC) jako Janine Teagues - Jenna Ortega – Wednesday (Netflix) jako Wednesday Addams - Christina Applegate – Już nie żyjesz (Netflix) jako Jen Harding                                  |
| Najlepszy występ zespołu aktorskiego w serialu dramatycznym | |
| - Biały Lotos (HBO) – F. Murray Abraham, Paolo Camilli, Jennifer Coolidge, Adam DiMarco, Meghann Fahy, Federico Ferrante, Bruno Gouery, Beatrice Grannò, Jon Gries, Tom Hollander, Sabrina Impacciatore, Michael Imperioli, Theo James, Aubrey Plaza, Haley Lu Richardson, Eleonora Romandini, Federico Scribani, Will Sharpe, Simona Tabasco, Leo Woodall i Francesco Zecca - Ozark (Netflix) – Jason Bateman, Nelson Bonilla, Jessica Frances Dukes, Lisa Emery, Skylar Gaertner, Julia Garner, Alfonso Herrera, Sofia Hublitz, Kevin L. Johnson, Katrina Lenk, Laura Linney, Adam Rothenberg, Felix Solls, Charlie Tahan, Richard Thomas i Damian Young - Rozdzielenie (Apple TV+) – Patricia Arquette, Michael Chernus, Zach Cherry, Michael Cumpsty, Dichen Lachman, Britt Lower, Adam Scott, Tramell Tillman, Jen Tullock, John Turturro i Christopher Walken - The Crown (Netflix) – Elizabeth Debicki, Claudia Harrison, Andrew Havill, Lesley Manville, Jonny Lee Miller, Flora Montgomery, James Murray, Jonathan Pryce, Ed Sayer, Imelda Staunton, Marcia Warren, Dominic West i Olivia Williams - Zadzwoń do Saula (AMC) – Jonathan Banks, Ed Begley Jr., Tony Dalton, Giancarlo Esposito, Patrick Fabian, Bob Odenkirk i Rhea Seehorn | |
| Najlepszy występ zespołu aktorskiego w serialu komediowym | |
| - Misja: Podstawówka (ABC) – Quinta Brunson, William Stanford Davis, Janelle James, Chris Perfetti, Sheryl Lee Ralph, Lisa Ann Walter i Tyler James Williams - Hacks (HBO Max) – Carl Clemons-Hopkins, Paul W. Downs, Hannah Einbinder, Mark Indelicato, Jean Smart i Megan Stalter - Barry (HBO) – Sarah Burns, D’Arcy Carden, Anthony Carrigan, Turhan Troy Caylak, Sarah Goldberg, Nick Gracer, Bill Hader, Jessy Hodges, Michael Irby, Gary Kraus, Stephen Root i Henry Winkler - The Bear (FX on Hulu) – Lionel Boyce, Liza Colón-Zayas, Ayo Edebiri, Abby Elliott, Edwin Lee Gibson, Corey Hendrix, Matty Matheson, Ebon Moss-Bachrach i Jeremy Allen White - Zbrodnie po sąsiedzku (Hulu) – Michael Cyril Creighton, Cara Delevingne, Selena Gomez, Jayne Houdyshell, Steve Martin, Martin Short i Adina Verson | |
| Najlepszy występ zespołu kaskaderskiego w serialu telewizyjnym | |
| - Stranger Things (Netflix) - Ród Smoka (HBO) - Andor (Disney+) - The Boys (Prime Video) - Władca Pierścieni: Pierścienie Władzy (Prime Video) | |

### Nagrody specjalne
- Sally Field – nagroda za całokształt twórczości[5]